# 859 Bouzaréah
859 Bouzaréah, asteroid vanjskog glavnog pojasa. Otkrio ga je Frederic Sy, 2. listopada 1916.

## Vanjske poveznice
- Minor Planet Center